# Marek Łyszczarz
Marek Łyszczarz (Bielsko-Biała, 1986. október 1. –) lengyel tornász.

## Sportpályafutása
2009-ben, a Belgrádban megrendezett egyetemi és főiskolai sportolók világméretű seregszemléjén, a férfiak ugrás fináléjában – 16,100 ponttal – a második helyen zárt, két évvel később Sencsenben csak az ötödik helyet sikerült megszereznie.

## Eredményei
2012
- Cottbus, világkupa – ugrás – 5. hely[3]

2011
- Maribor, világkupa – ugrás – 2. hely
- Maribor, világkupa – gyűrű – 6. hely
- Berlin, Európa-bajnokság – ugrás – 7. hely
- Berlin, Európa-bajnokság – egyéni összetett – 111. hely
- Cottbus, világkupa – ugrás – 8. hely
- Tokió, világbajnokság – egyéni összetett – 227. hely[5]
- Tokió, világbajnokság – talaj – 37. hely[6]
- Tokió, világbajnokság – gyűrű – 118. hely
- Tokió, világbajnokság – ugrás – 23. hely
- Sencsen, universiade – ugrás – 5. hely

2010
- Stuttgart, világkupa – ugrás – 8. hely
- Eszék, világkupa – gyűrű – 4. hely
- Rotterdam, világbajnokság – csapat összetett – 27. hely
- Rotterdam, világbajnokság – egyéni összetett – 223. hely
- Gent, világkupa – ugrás – 7. hely
- Birmingham, Európa-bajnokság – ugrás – 5. hely
- Doha, világkupa – ugrás – 8. hely